# Mareuil-en-Dôle
Mareuil-en-Dôle es una comuna francesa situada en el departamento de Aisne, de la región de Alta Francia.

## Geografía
Está ubicada a 25 km al norte de Château-Thierry.

## Demografía
| 226 | 176 | 148 | 150 | 181 | 184 | 218 | 252 |
| Para los censos de 1962 a 1999 la población legal corresponde a la población sin duplicidades (Fuente: INSEE [Consultar]) |     |     |     |     |     |     |     |